# Canadian Hot 100
Canadian Hot 100 je lista najboljih singlova u Kanadi koju izdaje časopis Billboard.
Lista je osnovana u tjednu 16. lipnja 2007. Ovo je bila prva lista koju je stvorio Billboard za državu izvan SAD-a. Prvo broj 1 na listi je bila pjesma "Umbrella" pjevačice Rihanne s Jay Z.
Sve do tjedna sa završnim datumom 31. listopada, Canadian Hot 100 je imala 27 pjesama na broju 1.
Canadian Hot 100 je slična američkoj Billboard Hot 100 listi, jer kombinira prodaju singlova, digitalni download zajedno s airplayom. Za ove podatke je zaslužna Nielsen SoundScan, odnosno Nielsen BDS za mjerenje airplaya. Za airplay se dobivaju podatci sa stotinu radio postaja s raznim vrstama glazbe (rock, country, adult contemporary).

## Poveznice
- Canadian Singles Chart

## Vanjske poveznice
- Trenutni poredak na Canadian Hot 100 (Službena stranica)